# Сотир Цацаров
Сотир Стефанов Цацаров е български юрист. Той е председател на Пловдивския окръжен съд през 1999 – 2012 година и главен прокурор през 2012 – 2019 година.
Цацаров е първата номинация за нов главен прокурор на България в края на 2012 г., след изтичането на мандата на Борис Велчев. Номинацията е издигната от седем членове на Висшия съдебен съвет и е подкрепена от премиера Бойко Борисов и министъра на вътрешните работи Цветан Цветанов. Сочен за фаворит, Цацаров бива избран за главен прокурор на 20 декември 2012 г. с 18 гласа „за“, три „против“ и трима въздържали се. На следващия ден президентът Росен Плевнелиев подписва указ за назначаването му. Процедурата по избора му е разкритикувана от мнозинството опозиционни парламентарно представени партии, неправителствени организации и др.
След края на мандата му като главен прокурор през 2019 – 2022 година Сотир Цацаров е председател на Комисията за противодействие на корупцията и за отнемане на незаконно придобитото имущество, а след това е прокурор във Върховната касационна прокуратура.

## Биография
Сотир Стефанов Цацаров учи в Езикова гимназия „Пловдив“ и право в Юридическия факултет на Софийския университет. Член на БКП в казармата още преди да започне обучението си по право университета. Семеен, с едно дете. Владее английски език.

## Кариера
От 1 октомври 1992 г. става съдия в Районен съд – Асеновград, а след четири години – от 1 март 1996 г. – и негов председател. На 1 октомври 1998 г. встъпва в длъжността заместник-председател на горестоящата инстанция, Окръжния съд – Пловдив, наказателно отделение, без да е бил редови съдия в този съд. От 21 януари 1999 г. до 2012 г. Цацаров е председател на Окръжния съд – Пловдив. Два пъти е бил на обучение по съдебна администрация в САЩ. Участвал е като експерт в мисии по проекти на Европейската комисия за реформа на съдебната система в Хърватия, Черна гора, Македония и Албания.

## Член на професионална организация
Сотир Цацаров като съдия и председател на Пловдивския окръжен съд е член на Съюза на съдиите в България.

## Главен прокурор на Република България

### Номинация
На 8 ноември 2012 г., след като Висшият съдебен съвет (ВСС) приема противоречиви промени в процедурата по избор на нов главен прокурор на Република България, седем от членовете му номинират Сотир Цацаров за поста. Спорният характер на процедурата е припознат и от самия Цацаров, който близо две седмици по-късно депозира искане за промяна на правилата. Номинацията на Цацаров получава и политическата подкрепа на премиера Бойко Борисов, определящ го като „най-добрият окръжен съдия, с когото съм работил като главен секретар на МВР“, и министъра на вътрешните работи Цветан Цветанов, който през 2010 г. оценява Цацаров като „стабилен съдия“, и по повод номинирането му – като притежаващ „безупречна репутация в Пловдив“.
Две седмици след номинацията на Цацаров, в които той е единствен номиниран, и в последния възможен ден за номинации, пред ВСС са издигнати две нови кандидатури – на заместник-главния прокурор Галина Тонева и Борислав Сарафов, бивш прокурор във Върховната касационна прокуратура и действащ председател на Специализираната апелативна прокуратура. Цацаров бива избран за главен прокурор на 20 декември 2012 г. с 18 гласа „за“, три „против“ и трима въздържали се.
Както номинацията, така и изборът му са посрещнати с критики и огласяване на компрометиращи данни, свързани с наказателната практика на ръководения от него съд, укриване на данъци и имотни сделки. Както спорната процедура по избора му, така и самият избор, са разкритикувани от мнозинството опозиционни парламентарно представени партии, изявления на Европейската комисия пред български медии и членът на ВСС Калин Калпакчиев. (Вж. Критики и противоречия)
Въпреки това в деня след избора му, на 21 декември 2012 г. президентът Росен Плевнелиев подписва указ за назначаването на Цацаров на поста главен прокурор. Единствената друга възможност за оспорване на назначението на Цацаров остава правото на другите номинирани за поста кандидати да сторят това пред Конституционния съд, който обаче към тази дата не работи. След официалните коледни празници през декември 2012 г. президентът Плевнелиев излиза с позиция относно избора на Цацаров, в която декларира, че му гласува доверие, но оценка може да се направи само въз основа на делата му.

### Кадрова политика
С встъпването си в длъжност Сотир Цацаров назначава за заместник главни прокурори четирима, а не трима прокурори, както до този момент – Галина Тонева и Борислав Сарафов (другите двама кандидати за поста главен прокурор), Пенка Богданова от Пловдивската апелативна прокуратура и окръжният прокурор на Шумен Ася Петрова. Изборът на Ася Петрова е обоснован от Цацаров с успешната ѝ работа, но в същото време изборът ѝ е сочен от различни медии като жест към тогавашния вътрешния министър Цветан Цветанов. На 19 март 2013 г. по повод предсрочните парламентарни избори в България, предизвикани от оставката на правителството на Бойко Борисов след антимонополни протести в началото на годината, е подписана съвместна заповед между главния прокурор Сотир Цацаров, служебният министър на вътрешните работи Петя Първанова и председателя на ДАНС Константин Казаков, с която се определят всички необходими мерки за законността при провеждането на изборите. Подобен документ се подписва преди провеждането на всички избори и с него се уреждат взаимодействието между институциите. Националното междуведомствено звено, което ще следи за върховенството на закона по време на изборите, бива оглавено от Ася Петрова.
В средата на март 2013 г. Цацаров предлага за дисциплинарно наказание градския прокурор на София Николай Кокинов. Предложението е в отговор на установено нарушение на случайния принцип за разпределение на делата в прокуратурата. Нарушението е извършено по дело срещу длъжностни лица от Националната електрическа компания за продажба на ток на чуждо дружество на занижени цени.

### Борба с престъпността

#### Умишлена безстопанственост в енергетиката
Една от първите инициативи на Цацаров в първите шест месеца от мандата му като главен прокурор е кампания за наказателно преследване на умишлена безстопанственост в сферата на енергетиката. Така още през февруари 2013 г. екипи от прокурори и данъчни инспектори са изпратени в трите енергоразпределителни дружества „ЧЕЗ Разпределение България“, „ЕВН България Електроразпределение“ и „Енерго-Про Мрежи“; в Държавната комисия за енергийно и водно регулиране; започната е проверка по сигнал на доскорошния енергиен министър Делян Добрев за нередности при сключени договори между НЕК и електроцентралите ТЕЦ „Ей И Ес Марица Изток I“ и ТЕЦ „Марица-изток 3“. Образуваните досъдебни производства са общо 12. През ноември 2015 г. е оповестено, че прокуратурата е прекратила делото срещу енергийния бос Богомил Манчев, собственик на „Риск Инженеринг“. Той е разследван за длъжностно присвояване на 8,657 млн. лева. Това е първото от т.нар. 12 мегадела в енергетика, което се проваля официално. Така три години след старта на кампанията на Цацаров нито един от случаите срещу „енергийната мафия“ не е внесен в съда.

### Граждански права

#### Свобода на изразяването и медиен плурализъм
Под ръководството на Сотир Цацаров българската прокуратура на няколко пъти провежда разпити на журналисти, които получават широк медиен отзвук.
През август 2014 г. Софийска районна прокуратура разпорежда проверка срещу управляващия редактор на Капитал Алексей Лазаров и редактора на вестника Николай Стоянов. Поводът е статия на Стоянов във връзка с банковата криза в България през същата година, в която той отразява факта, че строителната компания „Водстрой 98“ – фирма, свързвана с депутата Делян Пеевски – е изтеглила всичките си активи от Първа инвестиционна банка. Изпълнителният директор на фирмата, Момчил Борисов, подава сигнал до прокуратурата, в който иска да се провери дали не е налице престъплението вредителство (чл. 107 от действащия Наказателен кодекс) и подаване на неверни повиквания или заблуждаващи знаци за помощ, злополука или тревога (чл. 326 от НК). В коментар пред журналисти Цацаров обяснява, че прокуратурата не е разпореждала разпити на журналисти, но че прокуратурата е задължена „при всяко постъпило съобщение за извършено престъпление, да се проверява налице ли са достатъчно данни за престъпление от общ характер“, като единственият начин това да стане е „извършването на проверка“, „част от [която] е и събирането на свидетелски показания“.

## Критики и противоречия

### Като председател на Окръжен съд – Пловдив
- През 2009 г. в. „24 часа“ съобщава за дело, заведено от семейство Цацарови, касаещо договор със занижена продажна цена. Това дава основание за журналистически обвинения за укриване на данъци до 5000 лв. Семейство Цацарови отричат тези обвинения.[1] Цацаров твърди, че е заплатил данъци върху реалната цена.[29]
- Друго журналистическо разследване проследява как със серия от спорни съдебни решения, Цацаров осигурява няколко изгодни сделки на Георги Гергов, включително Пловдивския панаир.[2][30] Разследване на медията „Биволъ“ свързва Цацаров и Гергов като членове на една и съща масонска ложа с име „Слънце Ориент – Пловдив“.[31][32]
- В широко медиатизирания случай със задържането под стража на компютърния специалист Максим Савов, Цацаров в качеството на Председател на Пловдивския окръжен съд подписва разрешението за постоянно задържане.[33] Той използва фразата „няма спор относно авторството на обвиняемия в престъплението грабеж“. Впоследствие прокуратурата и съда игнорират множество доказателства за невинността на Савов, и го държат пет месеца в ареста без обвинение, а после делото на Савов се точи повече от две години. Цацаров е обвинен от правозащитни организации в грубо погазване на презумпцията за невинност.[34] Савов е оправдан от Върховния касационен съд, а по-късно осъжда прокуратурата, като му е присъдено обезщетение от 50 000 лева на втора инстанция (увеличено с 20 000 от апелативния съд).[33] Цацаров е припознат като съдия с голямо влияние в Пловдивския съдебен район, като правозащитни организации отбелязват, че заради съдебни решения, издадени в този район, България е осъждана множество пъти от Европейския съд по правата на човека в Страсбург, включително за пряка етническа дискриминация.[33][34] Към 15 октомври 2020 г. Савов осъди България в Страсбург за нарушени човешки права-[35][36][37]

### Към номинирането му за главен прокурор
- На 8 ноември 2012 г. Висшият съдебен съвет (ВСС) приема определяни като скандални, спорни, противоконституционни и правно необосновани промени в процедурата по избор на главен прокурор на Република България.[38][39][40][41] Паралелно с това се появяват и съмнения за сигурността на нововъведената електронна система за гласуване и възможността за упражняване на контрол върху гласуването на членовете на ВСС.[42][43] Сотир Цацаров е номиниран за поста от седем члена на ВСС.[44] Кандидатурата му получава политическа подкрепа от премиера Бойко Борисов и министъра на вътрешните работи Цветан Цветанов.[14] Паралелно с номинацията пловдивският адвокат Михаил Екимджиев, представител на ищци по множество осъдителни дела срещу българската държава в Европейския съд по правата на човека, изпраща писмо до ВСС, в което посочва, че 80 дела, по които държавата е осъдена, са свързани с ръководения от Цацаров пловдивски съд.[45][46] В свое открито писмо две трети от съдиите в Районния и Окръжния съд в Пловдив настояват ВСС да даде „справедлива оценка на труда им и ясно изричане на истината на глас“.[47]
- В края на ноември 2012 г. във ВСС постъпва сигнал срещу номинирания за главен прокурор Цацаров. Податели са разследващите журналисти Атанас Чобанов и Асен Йорданов, служители на сайта „Биволъ“. В сигнала съпругата на Цацаров и той в лично качество са уличени в данъчни и други нарушения.[48]
- През декември 2012 г. правозащитната неправителствена организация Български хелзинкски комитет също излиза със свое становище срещу кандидатурата на Цацаров за главен прокурор, в което критикуват съдията, че вместо да охранява независимостта на съдебната власт той „сътрудничи на държавата, на полицията, на прокуратурата да бъдат осъждани хората, които полицията и прокуратурата посочат като престъпници“, като така обслужва държавата; че налага (включително по собствени твърдения) наказателна политика на съда, което е несъвместимо с дълга на съдията по конкретното дело да вземе решение единствено въз основа на доказателствата и на закона; политиката му на привърженик на употребата на специални разузнавателни средства не само в крайни случаи, както е предписано в закона; и като цяло, че нехае за върховенството на закона. В подкрепа на тезата си правозащитниците посочват изказвания на самия Цацаров и статистика, която свидетелства, че процентът на осъдителните присъди в пловдивски съдебен район е много по-висок от средната европейска стойност – между 95 и 98,5%, докато средната европейска стойност е 80%.[49][50]

### По време на изслушването му за главен прокурор
По време на изслушването си като кандидат за главен прокурор на 20 декември 2012 г. Цацаров е попитан за някои от изнесените срещу него компрометиращи твърдения и факти.
- На въпрос свързан с награда-пистолет, получена през 2004 г. от тогавашния вътрешен министър Георги Петканов, Цацаров отговаря, че причината за наградата била, че Пловдивският окръжен съд, заедно със съда във Варна, първи били изградили електронна връзка с Регионалната дирекция на вътрешните работи. По този начин магистратите можели да получават бързо информация за статуса на подсъдимите – адресна регистрация, регистрирани автомобили, напускане на границата и т.н. Той заявява, че не се срамува от наградата, „защото тя е за принос за организацията на работата“. Според Закона за съдебната власт, обаче, единственият орган, който може да награждава магистрати, е Висшия съдебен съвет.[51]
- Сотир Цацаров е попитан дали членува в масонска ложа, на което той не отговаря конкретно, като общо коментира, че „не е допустимо участието на магистрат в организация, която създава зависимости“. В същото време той посочва, че всеки, който е чел литература, знае за тези организации и препоръчва книгата на проф. Недю Недев „Масоните в България“, като добър източник на информация.[51]
- По време на изслушването Сотир Цацаров признава, че в качеството си на председател на Окръжния съд в Пловдив е прочел дело за клевета срещу вътрешния министър Цветан Цветанов, заведено от отстранената от Софийски градски съд съдийка Мирослава Тодорова, преди то да бъде разпределено на съдия-докладчик. По делото ищцата претендира, че вътрешният министър я е оклеветил, изказвайки на два пъти в публичното пространство спекулации, свързани с дейността ѝ като съдия, която, според него, е дейност в услуга на организираната престъпност. Впоследствие искът на Тодорова е отхвърлен от зам.-районния съдия на Пловдив Екатерина Роглекова с аргумента, че Цветанов допуснал, че Тодорова работи в услуга на организираната престъпност, изразявайки критичната си гражданска позиция, а не е изказвал това като твърдение. По думите му Цацаров е изискал конкретно дело „колегиално“ без обаче такава практика да съществува и да е установена като нормална и обичайна. Взимайки делото преди да е разпределено, се променя поредността на постъпващите дела, по която те биват включени в системата за случайно разпределение. Цацаров мотивира действията си със съществения медиен и обществен интерес към делото, но твърди, че съдията-докладчик от там насетне е работил „повече от самостоятелно“.[52]

### След избирането му за главен прокурор
- На 21 декември 2012 г., ден след избирането на Цацаров на поста главен прокурор, Българският хелзинкски комитет обявява, че оттегля членството си в Гражданския съвет към ВСС. Правозащитната организация обяснява действието си с това, че този орган „е измама“, предвид избора на новия главен прокурор, който, според Комитета, демонстрира нежелание висшият кадрови орган на съдебната власт да се вслуша в гражданското общество.[39]
- В деня след избирането на Цацаров за поста главен прокурор граждани организират протест срещу непрозрачното функциониране на съдебната система пред сградата на ВСС, по време на който я замерят с домати и издигат плакати, на които се чете „Съдебната власт е равна на мафия“ и „Докога“.[53] На протеста присъстват над 30 души.[54]
- Ден след избирането на Цацаров на поста главен прокурор и партия Движение България на гражданите излиза със своя позиция, като призовава президентът да не подписва указ за назначаване на избраника. Като мотив от партията посочват компрометираната процедура по избор и отдавнашни съмнения за „задкулисна уговорка“ за назначението. Подчертават още, че проведената процедура не е изяснила по достатъчно категоричен начин и фактите, свързани със сделки от семейството на Сотир Цацаров и навременното заплащане на дължимите данъци и такси.[55][56]
- Критики срещу процедурата и съмнения за политически натиск изказва депутатът от БСП Михаил Миков. Той уточнява, че говори в лично качество, а не от официална партийна позиция.[57] Според него процедурата, създадена във ВСС под диктата на ГЕРБ, не е създала възможност за състезателност и за проверимост на избора. Той коментира: „Това, което стана вчера във Висшия съдебен съвет, за пореден път потвърждава трайната тенденция за липса на разделение на властите. Имаше една по-скоро привидна процедура за избор, която по същество беше определена от ГЕРБ кандидатура. [...] Всички станахме свидетели как министърът на правосъдието прибързано разтури заседанието, без да бъде довършен изборът във ВСС“.[58] С критична позиция излиза и евродепутатът и бивш кандидат-президент Ивайло Калфин, според който изборът ще бъде оценен негативно от Европейската комисия.[59] Според лидера на БСП и действащ председател на ПЕС, Сергей Станишев, процедурата по избор на главен прокурор дискредитира морално избора му, който избор, според него, фактически е направен от изпълнителната власт.[60]
- От името на ДСБ Атанас Атанасов коментира: | „ | Президентът на републиката Росен Плевнелиев, преди да подпише указа за назначаване на Сотир Цацаров за главен прокурор, следва да си отговори на три въпроса. Първият – конституционносъобразна ли е процедурата, по която ВСС го избра вчера, при условие, че чл. 131 от Конституцията изисква тайно гласуване, а те гласуваха с електронна система. Второ – ще бъде ли независим главният прокурор при условие, че той сам призна, че без да е подсъдно на неговия съд делото Тодорова срещу Цветанов, той го е взел, за да се запознае с него. И трето – има ли високи професионални и морални качества Сотир Цацаров при условие, че стана ясно, че си плаща данъците тогава, когато на него му е изгодно. | “ |

По-късно същия ден партията излиза с официална позиция, призовавайки президента да не подписва указ за назначаване на Цацаров.
- Според Юнал Лютви от ДПС смущаващ е фактът, че онези, които са предложили свои кандидатури, са гласували за Сотир Цацаров. Според него „[т]ова също хвърля сянка по отношение на неспазването на процедурата“.[58]
- Според Павел Шопов от „Атака“ процедурата внушавала прозрачност, но в действителност е обслужила интересите на ГЕРБ: | „ | Цялата тази процедура беше така направена – с много публичност, с много прозрачност в кавички, за да бъде внушено, че това е една честна процедура. А всъщност целта беше да бъде овладян и поредният властови ресурс и поредният човек от най-високите етажи на властта да бъде отново човек на ГЕРБ. | “ |
- Пред Българското национално радио говорителят на Европейската комисия (ЕК) Фредерик Венсан коментира избора на нов главен прокурор: „Никой няма интерес хората, избрани на ключови ръководни постове, да започват работата си под сянката на несигурността. [...] Европейската комисия няма да коментира личността на избрания нов главен прокурор. Наблюдението над правосъдието и вътрешните работи в България продължава. Нов доклад може да има по всяко време“. Венсан отказва коментар по процедурата по избор, но припомня и позицията на колегата си Марк Грей, че очакванията на ЕК са процесът по избор на главен прокурор да е честен и обективен при гарантирана тайна на вота. Той отбелязва още, че „Мониторингът върху правосъдието и вътрешните работи продължава и ЕК може във всеки един момент да реши да направи коментари или да изготви доклади“.[58] В отговор на въпрос от електронната медия „Капитал“, от ЕК отговарят: | „ | Това е изключително важен пост в управлението на съдебната система в България. Именно заради това той е важен при оценката, която се извършва чрез Механизма за проверка и сътрудничество. В досегашните доклади ясно беше посочено, че има да бъде свършена много работа в посока модернизирането на прокуратурата и да бъдат научени уроците от проблемите от миналото. Комисията винаги е подчертавала, че за да бъдат тези ключови звена двигатели на реформи, те имат нужда от ръководители, които са избрани на базата на професионални заслуги и морални качества и обществото трябва да види това. Никой няма интерес от това ключовите ръководители да започват своята работа, обременени от сянката на съмнение. Затова е разочароващо, че ВСС не е съумял да организира работата си по начин, който да избегне противоречиви решения в това отношение. Както комисията отбеляза в сряда, от българските власти зависи дали процедурите, свързани с такива важни избори, ще бъдат проведени по професионалните стандарти. Тези проблеми са част от оценките, които Комисията дава и ще бъдат разглеждани и в бъдещи нейни коментари. Комисията беше категорична, че извънреден доклад може да има по всяко време. Към този момент такова решение все още не е взето. | “ |

Във връзка с позицията на разочарование, изказана от представител на офиса на Европейската комисия пред българската електронна медия „Капитал“, правосъдният министър Диана Ковачева подчертава, че от ЕК официална позиция няма: „В ЕК работят стотици хиляди хора, ако някой е изказал мнение по въпроса, то е частно“.
- В деня след избора на Цацаров за поста главен прокурор, Калин Калпакчиев, член на ВСС, заявил позиция против кандидатурата на Цацаров, публикува в служебния си блог, който той води в качеството си на член на Съвета, анализ на фактите, установени в хода на процедурата за избор на главен прокурор. В анализа Калпакчиев подробно аргументира защо Сотир Цацаров не отговаря на професионалните и нравствени стандарти за длъжността, както и сериозните пропуски, които ВСС допуска при изслушването и изследването на сигналите срещу Цацаров.[64]
- В свой анализ на процедурата по избор на нов главен прокурор за електронната медия „Дневник“ журналистката Петя Владимирова, съдебен репортер и експерт по темите правосъдие и вътрешен ред, подчертава, че променената от ВСС процедура за избор на нов главен прокурор е „порочна и несъобразена с конституционното изискване за таен вот, нещо повече – несъобразена с юридическото понятие избор“. Тя критикува решението да не се гласува за кандидатите едновременно, а още повече – само за един; припомня журналистическото разследване на „Медиапул“, което поставя под съмнение електронната система за гласуване – въпрос, по който ВСС не разпорежда проверка; както и липсата на ясни мотиви, с които дванадесет от членовете на Съвета подкрепят електронния вот, а не класическия с бюлетини. Владимирова прочита тези събития в контекста на решенията срещу съдия Мирослава Тодорова, с които се застъпват по време, като намира в тях опит да се „нагнетят страх и обезсърчение сред [...] почтените прокурори и съдии“. Ударение е поставено и върху отношенията между члена на ВСС Калин Калпакчиев с останалите от Съвета, в частност насочените към него критики. Според Владимирова над избора на Цацаров „винаги ще тежи сянката от порочната процедура и от там съмненията за бъдещи зависимости“.[40]
- На 27 декември 2012 г. управителният съвет на Съюза на съдиите в България (ССБ) излиза с позиция относно избора на нов главен прокурор, в която се заявява, че указът на президента за назначаване на Цацаров на поста трябва да се провери от Конституционния съд. Според членовете на съвета изборът и назначаването на новия главен прокурор са извършени в нарушение на конституцията и поради това указът на президента подлежи на проверка за съответствието му с върховния закон. В позицията се посочва, че процедурата за избор, приета от ВСС, противоречи на разписаните в закона изисквания, както и че при нея се е случила „безпрецедентна намеса на член на правителството при избора на висш орган на съдебната власт“, а именно – министърът на правосъдието Диана Ковачева. От професионалната организация аргументират позицията си с това, че „[с]ъдийската общност не може да остане безучастна при публичното погазване на Конституцията на държавата. Дори когато не разполагаме с правомощия да попречим на потъпкването, службата ни за утвърждаване на върховенството на закона не допуска да бъдем мълчаливи наблюдатели“.[65] Според съдия Весислава Иванова, говорител на ССБ, ВСС е станал заложник на процедурата, доколкото не всички членове на съвета са били съгласни с това, че гласуването трябва да прекъсне с първия получил мнозинство гласове. Тя определя намесата на правосъдния министър като брутална и я обвинява в задълбочаване на проблема.[66]
- В свой анализ на събитията около избора на нов главен прокурор журналистката Мария Папазова поставя ударение на малкото въпроси при изслушването на Цацаров, контрастиращи с факта, че към него са постъпили най-много въпроси и сигнали; анализира поведението на членовете на ВСС като фаворизиращо Цацаров още преди края на изслушването; поставя ударение върху отношението на членовете на ВСС към колегата им Калин Калпакчиев, който поставя на дневен ред спорното запознаване на Цацаров с делото на Мирослава Тодорова, по което той не е съдия; акцентира на решението на правосъдния министър Диана Ковачева да прекрати процедурата по избор, след като Цацаров събра мнозинство, без да може да се знае дали друг кандидат няма да събере повече гласове; и др.[41]
- На 6 юли 2015 г. публично известно става писмо от „Граждански комитет за Възраждане на България“ изпратено до посланика на САЩ в България Марси Рийс. Наред с друго, в писмото се твърди, че народният представител от ДПС Делян Пеевски е предал 5 млн. лева на Сотир Цацаров, за да плати на председателя на ДПС Ахмед Доган и така да подсигури своето избиране за главен прокурор от свързаните с ДПС членове на ВСС. Съгласно писмото срещата Пеевски – Цацаров се е състояла в хотел Берлин на 20 декември 2012 г. и е била записана. На следващия ден Цацаров се срещнал с лидера на пловдивските социалисти Георги Гергов, който посредничил при сделката. За срещата на Цацаров с Гергов също се предполага, че е била записана. Припомня се и срещата от 10 февруари 2014 г. в МВР между Цветан Цветанов, Делян Пеевски и Сотир Цацаров, за която присъстващите сами признават пред медии. На тази среща били обсъждани назначенията за заместници на Цацаров.[67][68]
- През юли 2015 прокуратурата се самосезира на базата на вестникарска статия, подписана от несъществуващ автор.[69] Няколко дена по-късно Цацаров заявява открито пред сутрешния блок на бТВ, че с Радан Кънев стоят от различни страни на линията за съдебната реформа.[70]

#### Скандал с Румяна Ченалова и Владимира Янева
В началото на ноември 2015 г. в платформата за анонимно споделяне Болканлийкс са публикувани записи на разговор между съдийките Румяна Ченалова и Владимира Янева, скандала става известен като „Яневагейт“. Съгласно записите, пред Ченалова Янева твърди, че лично се е срещала с главния прокурор Сотир Цацаров, за да обсъдят подготвя нейното отстраняване заради нарушенията при даването на разрешения за СРС; както и че Цацаров признал пред нея, че върху него е оказван натиск да „опраска“ Янева от самия премиер Бойко Борисов, който на свой ред бил признал пред Цацаров, че върху него е оказван натиск в тази посока от Цветан Цветанов. Впоследствие Цацаров отрича достоверността на тези твърдения. В излязла по-късно част от записите става ясно, че два дни преди заседание на ВСС, на което Янева бива отстранена, Цацаров е организирал тайна среща с част от членовете на ВСС, на която е бил поканен и председателят на ВАС Георги Колев, който обаче не взел участие в срещата. Пред присъствалите членове на ВСС Цацаров също разкрил, че премиерът Борисов му оказва директен натиск за отстраняване от длъжност на съдията Янева. На запитване относно скандала от страна на Медиапул от Европейската комисия изпращат писмо с позиция, съгласно която всички замесени в скандала, включително Цацаров, би следвало да се оттеглят от разследването на случая. На 26 ноември 2015 г. Ченалова разкрива пред журналисти, че Янева ѝ е предложила пари, за да не говори срещу главния прокурор, че Цацаров и Янева са упражнявали контрол по определени търговски дела, както и че тя самата е била използвана в тази връзка. Съобщава още, че пред дома ѝ напоследък имало „съмнителни автомобили с пловдивска регистрация“. Впоследствие Ченалова разкрива още, че депутатът от ДПС Делян Пеевски е ходатайствал пред главния прокурор и премиера Янева да не бъде отстранявана.